# Lampe Lucellino

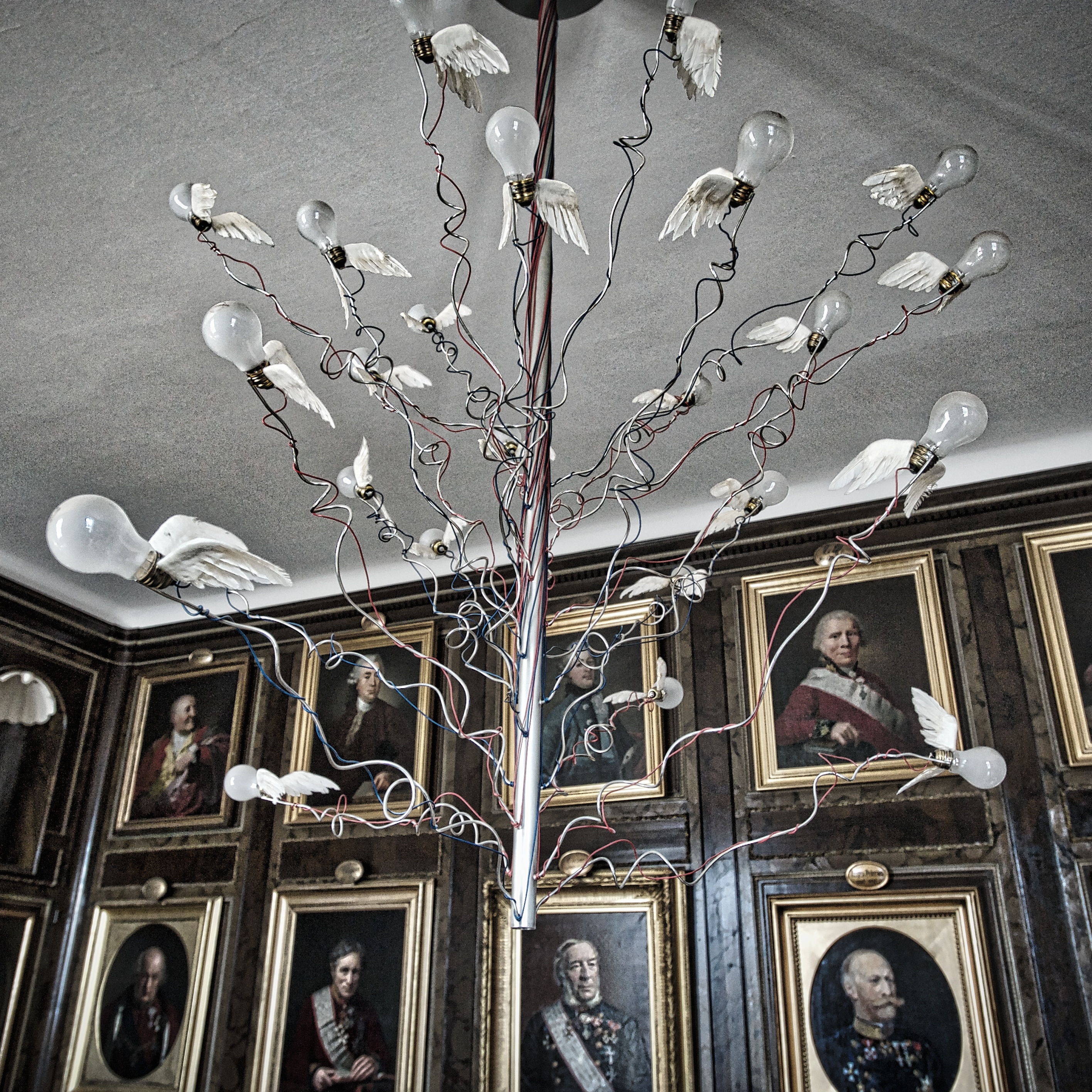
Lustre de lampes Lucellino ailées (Birdies nest).

La lampe Lucellino est un objet issu du design industriel créé par Ingo Maurer en 1992.
Le nom de la lampe provient de la contraction des mots italiens luce (lumière) et uccellino (petit oiseau).
La lampe consiste en une ampoule électrique à bulbe montée sur une tige de cuivre. L'ampoule est ornée sur son culot de deux ailes à plumes d'oies blanches. D'une hauteur de 25 centimètres pour le modèle lampe de bureau, la lampe est également déclinée en applique. Un second modèle incorpore un variateur d'intensité dont le réglage s'effectue en effleurant la tige.
Une variante en lustre se compose d'un bouquet de tiges promontées d'ampoules, et se nomme Birdies nest.